# Теракты в Могадишо (октябрь 2017)
14 октября 2017 года в столице Сомали Могадишо произошел двойной теракт, в ходе которого взорвались 2 заминированных автомобиля. Жертвами взрыва стали 587 человек, еще несколько сотен мирных жителей получили ранения различной степени тяжести.

## Ход событий и реакция
Сначала взлетел на воздух начинённый взрывчаткой грузовик. Он взорвался напротив популярного в сомалийской столице отеля «Safari», который находится в Ходанском районе. Вследствие этого здание разрушилось полностью, похоронив под обломками сотни мирных жителей. Подавляющее большинство жертв — гражданские лица, главным образом уличные торговцы с расположенного рядом многолюдного рынка. Много людей умерли на месте, некоторые раненые были обезображены ожогами до неузнаваемости. Мощности взрыва хватило, чтобы превратить в руины и прилегающий квартал ресторанов и правительственных зданий, в частности получило повреждения катарское посольство.
Еще одна бомба взорвалась в тот же день в правительственном районе Мадина, унеся жизни двоих людей. Ни одна группировка не признала своей ответственности за совершение атак. Однако сомалийские власти обвинили в организации взрывов связанную с «Аль-Каидой» радикальную группировку «Аш-Шабаб», которая ведет вооруженную борьбу против центрального правительства и на счету которой десятки терактов на территории страны. Данный теракт стал самым масштабным за последнее десятилетие не только в Сомали, но и на территории Африки в целом.
В ООН теракты назвали «беспрецедентными», а в правительстве Сомали — «национальной катастрофой». Президент страны Мохамед Абдуллахи Мохамед объявил 3-дневный национальный траур.

## Галерея
|  |  | Военные «АМИСОМ» на месте взрыва. |